# パダル・クリスティアン
パダル・クリスティアン（ハンガリー語: Pádár Krisztián、1996年11月14日 - ）は、ハンガリーの男子バレーボール選手である。

## 来歴
ハンガリー出身。中学校教員に勧誘されたのをきっかけにバレーボールを始めると、14歳からプロとしてのキャリアが始まる。
2014年、ハンガリー代表に入り、2015年欧州選手権予選に出場した。以降もハンガリー代表として欧州選手権予選など国際大会出場を続ける。
2020-21シーズン、東レアローズに入団。
2021-22シーズンで得点王とサーブ賞を受賞。2022-23シーズン、2023-24シーズンと3シーズン連続の得点王を獲得した。
2024年、2023-24 V.LEAGUEをもって東レアローズを退団した。

## 所属チーム
- Malév Budapest（2010-2011年）
- ドゥナフェールSE（2011-2012年）
- Gorter-Kecskeméti RC（2012-2014年）
- ノリコ・マーサイク（2014-2016年）
- ソウルウリィカード・ウィビー（2016-2018年）
- タンノウリン・クラブ（2017年）
- 上海（2018年）「優勝」
- 天安現代キャピタル・スカイウォーカーズ（2018-2019年） 「優勝」
- ファケル（2019-2020年）
- 東レアローズ（2020-2024年）
- アル・アラビSC（2024年）

## 球歴
- ハンガリーユース代表（U-19、U-20、U-21）
- ハンガリー代表 （2014年-）

## 受賞歴
- 2017年 - レバノンリーグ MVP
- 2018年 - 2017-2018 韓国Vリーグ 得点王、ベストサーバー、ベストオポジット
- 2019年 - 2018-2019 韓国Vリーグ ベストサーバー
- 2022年 - 2021-22 V.LEAGUE DIVISION1 MEN 得点王、サーブ賞
- 2023年 - 2022-23 V.LEAGUE DIVISION1 MEN 得点王
- 2024年 - 2023-24 V.LEAGUE DIVISION1 MEN 得点王